# Stephen Bachop
Pas d'image ? Cliquez ici

a Compétitions nationales et continentales officielles uniquement.

b Matchs officiels uniquement.
Dernière mise à jour le 11 janvier 2018.
Stephen John Bachop (né le 2 avril 1966 à Christchurch, en Nouvelle-Zélande) est un ancien joueur de rugby à XV néo-zélandais qui a joué 18 fois avec l'équipe des Samoa  en 1991, et de 1998 à 1999, ayant joué entre-temps 5 fois avec les All-Blacks  en 1994. Il jouait demi d'ouverture ou trois-quarts centre (1,78 m).

## Biographie
Il est le frère aîné du centre international néo-zélandais puis japonais Graeme Bachop. Il est également l'oncle des All Blacks Nathan et Aaron Mauger, et le père du joueur de Wellington Jackson Garden-Bachop.

## Palmarès
- Nombre de tests avec les Samoa : 18
- Tests par saison : 6 en 1991, 2 en 1998, 10 en 1999.

- Participation à la Coupe du monde : 1999, 1991.

- Nombre de tests avec les Blacks : 5
- Nombre total de matchs avec les Blacks : 18
- Tests par saison : 5 en 1994